# Стрјана
Стрјана (рус. Стряна) река је у европском делу Русије која протиче преко територије Смоленске области и десна је притока реке Десне (део басена реке Дњепар). 
Река Стрјана извире јужно од села Берјозкино на подручју Глинкавичког рејона, тече у смеру југа и након 42 km тока улива се у Десногорско језеро код села Стрјана на територији Починковског рејона. 
Најважније притоке су Пискља, Шчерјобињ и Стрјаница. 